# Dicentria rustica
Dicentria rustica är en fjärilsart som beskrevs av William Schaus 1911. Dicentria rustica ingår i släktet Dicentria och familjen tandspinnare. Inga underarter finns listade i Catalogue of Life.